# Komuniga, Kărdjali
Komuniga (în bulgară Комунига) este un sat în comuna Cernoocene, regiunea Kărdjali,  Bulgaria. 

## Demografie
Componența etnică a satului Komuniga
     Turci (93,83%)
     Bulgari (1,77%)
     Nicio identificare (4,39%)
     Altele (0%)
La recensământul din 2011, populația satului Komuniga era de 1.184 locuitori. Din punct de vedere etnic, majoritatea locuitorilor (93,83%) erau turci, cu o minoritate de bulgari (1,77%). Pentru 4,39% din locuitori nu este cunoscută apartenența etnică.